# Stazione di Murayama (Yamagata)
La Stazione di Murayama (村山駅?, Murayama-eki) è una stazione ferroviaria di Murayama, nella prefettura di Yamagata nella regione del Tōhoku.

## Linee
- East Japan Railway Company
  - ■ Yamagata Shinkansen
  - ■ Linea principale Ōu